# Mîhlea, Izeaslav
Mîhlea (în ucraineană Михля) este un sat în comuna Liutarka din raionul Izeaslav, regiunea Hmelnîțkîi, Ucraina.

## Demografie
Componența lingvistică a localității Mîhlea
     Ucraineană (99,69%)
     Alte limbi (0,31%)
Conform recensământului din 2001, majoritatea populației localității Mîhlea era vorbitoare de ucraineană (99,69%), existând în minoritate și vorbitori de alte limbi.